# Hurbanovský park
Hurbanovský park je chráněný areál v katastrálním území města Hurbanovo v okrese Komárno v Nitranském kraji na Slovensku. Území bylo vyhlášeno v roce 1981 a jeho rozloha je 5,44 hektaru. Předmětem ochrany je historický městský park.